# لوسيان تروبيل
لوسيان تروبيل (بالفرنسية: Lucien Troupel)‏ (11 يناير 1919 - 19 مايو 1993) مهاجم فرنسي سابق في لعبة كرة القدم وبعدها تحول إلى مجال التدريب .

## روابط خارجية
- لوسيان تروبيل على موقع قاعدة بيانات كرة القدم.إي يو (الإنجليزية)
- لوسيان تروبيل على موقع عالم كرة القدم.نت (الإنجليزية)